# Wybory parlamentarne w Indonezji w 2004 roku
Wybory parlamentarne w Indonezji w 2004 roku odbyły się 5 kwietnia. Były to drugie wolne wybory parlamentarne w Republice Indonezji po upadku autorytarnego reżimu generała Suharto. Do zdobycia w wyborach było 550 mandatów do indonezyjskiej Izby Reprezentantów oraz 128 miejsc w Regionalnej Radzie Reprezentantów. Ostatecznie w wyborach wystartowały 24 ugrupowania polityczne, co wiązało się z przeprowadzonymi zmianami w indonezyjskim prawie wyborczym, które stanowiło, iż w wyborach mogą wystartować tylko te ugrupowania, które uzyskały przynajmniej 2% miejsc w Izbie Reprezentantów podczas wyborów w 1999 roku, bądź zdobyły przynajmniej 3% miejsc w parlamentach lokalnych, w co najmniej połowie prowincji w wyborach samorządowych.

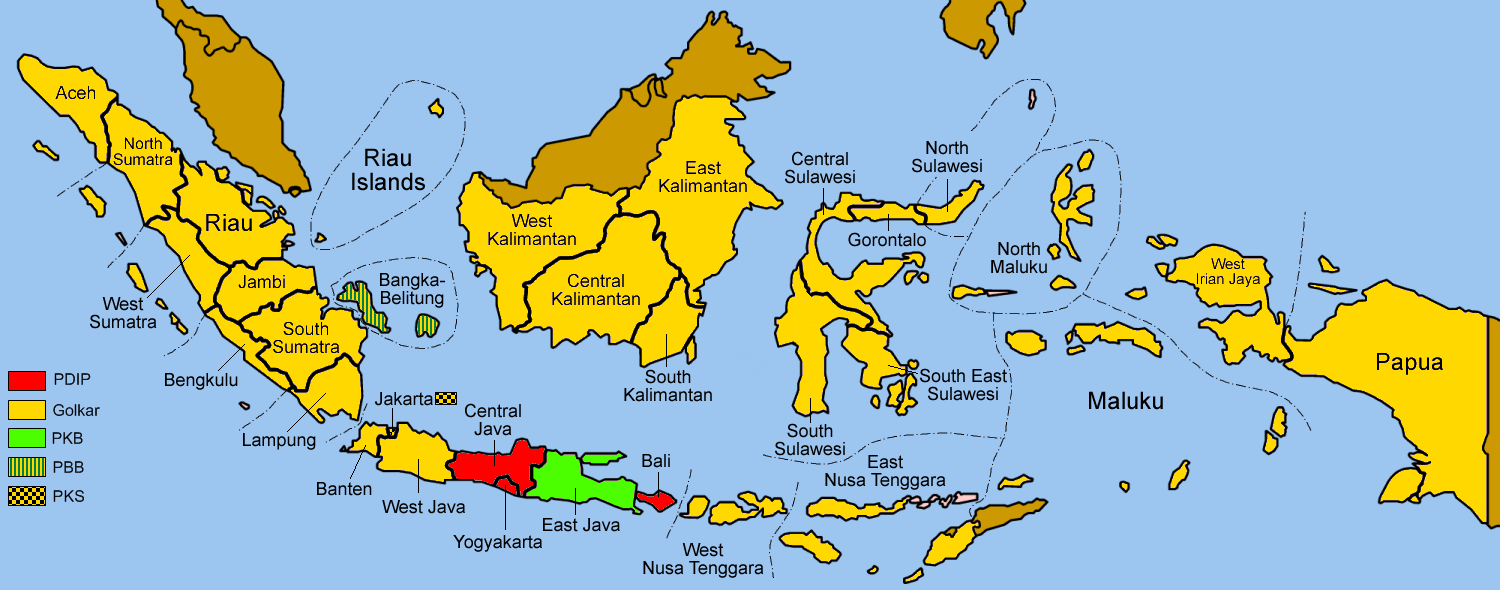
Zwycięskie ugrupowania w poszczególnych prowincjach kraju

## Wyniki wyborów do Izby Reprezentantów
| Ugrupowania                                    | Liczba głosów | %     | Liczba mandatów |
| ---------------------------------------------- | ------------- | ----- | --------------- |
| Golkar                                         | 24 480 757    | 31,58 | 128             |
| Demokratyczna Partia Indonezji – Walka         | 21 026 629    | 18,53 | 109             |
| Partia Przebudzenia Narodowego                 | 11 989 564    | 10,57 | 52              |
| Zjednoczona Partia na rzecz Rozwoju            | 9 248 764     | 8,15  | 58              |
| Partia Demokratyczna                           | 8 455 225     | 7,45  | 55              |
| Partia Prosperującej Sprawiedliwości           | 8 325 020     | 7,34  | 45              |
| Partia Mandatu Narodowego                      | 7 303 324     | 6,44  | 53              |
| Partia Półksiężyca i Gwiazdy                   | 2 970 487     | 2,62  | 11              |
| Partia Reform                                  | 2 764 998     | 2,44  | 14              |
| Partia Prosperującego Pokoju                   | 2 414 254     | 2,13  | 13              |
| Koncern Narodowych Grup Funkcyjnych            | 2 399 290     | 2,11  | 2               |
| Indonezyjska Partia Sprawiedliwości i Jedności | 1 424 240     | 1,26  | 1               |
| Demokratyczna Partia Narodu                    | 1 313 654     | 1,16  | 4               |
| Indonezyjska Partia Narodowa - Marhaen         | 923 159       | 0,81  | 1               |
| Partia Pionierów                               | 878 932       | 0,77  | 3               |
| Indonezyjska Partia Demokratyczna - Awangarda  | 855 811       | 0,75  | 1               |
| Inne                                           | 6 688 306     | 5,89  | 0               |
| Łącznie                                        | 113 462 414   | 100%  | 550             |